# Сім'я Хохлових
Хохлови (брат і сестра) — учасники антинацистського підпілля у Києві під час німецько-радянської війни. Страчені гестапівцями у 1942 році.
- Хохлов Віктор Гнатович (1912 — 21 березня 1942) — начальник цеху заводу «Більшовик», під час радянсько-німецької війни був заступником секретаря Київського підпільного міськкому КП(б)У. В. Г. Хохлов перепохований у 1971 році на Лук'янівському цвинтарі у Києві (ділянка №12, ряд 1, місце 18). Від заводу «Більшовик» на могилі встановлено пам'ятник. Посмертно нагороджений орденом Леніна і медаллю «Партизанові Вітчизняної війни» I ступеня.
- Хохлова Олександра Гнатівна (1914—1942) — зв'язкова Київського підпільного міськкому КП(б)У. Могила на Лук'янівському цвинтарі символічна.

## Пам'ять
Жили у будинку на Брест-Литовському шосе № 43, де встановлено меморіальну дошку (граніт, архітектор В. Л. Лоботинський, відкрита у 1969 році).
На честь Сім'ї Хохлових в 1971 році в Києві перейменовано Кагатну вулицю (нині вулиця Ґарета Джонса).

Віктор Хохлов
Олександра Хохлова
Могила Віктора та Олександри Хохлових
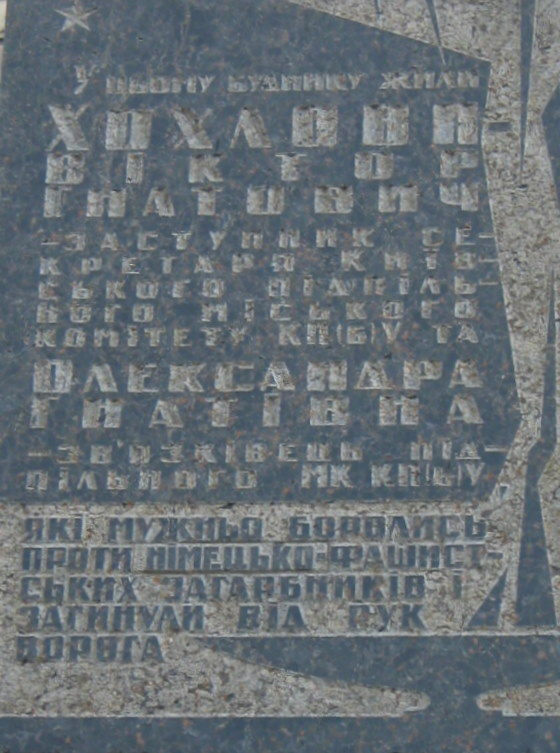
Меморіальна дошка Віктору та Олександрі Хохловим в Києві